# Ebenus
Ebenus är ett släkte av tvåhjärtbladiga växter i familjen ärtväxter.

## Dottertaxa tillEbenus, i alfabetisk ordning
Enligt Plants of the World Online:
- Ebenus argentea
- Ebenus armitagei
- Ebenus barbigera
- Ebenus boissieri
- Ebenus bourgaei
- Ebenus cappadocica
- Ebenus cretica
- Ebenus depressa
- Ebenus haussknechtii
- Ebenus hirsuta
- Ebenus lagopus
- Ebenus laguroides
- Ebenus longipes
- Ebenus macrophylla
- Ebenus pinnata
- Ebenus isidica
- Ebenus plumosa
- Ebenus reesei
- Ebenus sibthorpii
- Ebenus stellata
- Ebenus zekiyeae